# Eveline Saalberg
Eveline Saalberg, född 30 juli 1998, är en nederländsk friidrottare med specialisering på 400 meter.

## Karriär
Eveline Saalberg ingick i det nederländska lag som tog guld på inomhus-VM 2024 och guld vid VM 2023 samt silver vid inomhus-VM 2022 och VM 2022. Hon ingick också i det nederländska stafettlaget på 4x400 meter som tog silver vid OS 2024.